# Carlo Ravasenga
Carlo Ravasenga (Turín, 17 de diciembre de 1891 - Roma, 6 de mayo de 1964) fue un compositor italiano. Entre 1924 y 1941 vivió en Milán donde compatibilizó su actividad musical con el periodismo, en 1942 se trasladó a Roma. Su producción musical incluye 2 óperas: Una tragedia fiorentina (1916) con libreto de Ettore Moschino y Giudizio di Don Giovanni (1916).